# Грибл, Чарльз Эдуард
Чарльз Эдуард Грибл (англ. Charles Edward Gribble; 10 ноября 1936, Лансинг — 3 июня 2016) — американский филолог-славист.
Поступил в Мичиганский университет, чтобы изучать физику, но затем перевёлся на отделение иностранных языков, где учился под руководством Игоря Шевченко. Получив диплом бакалавра в 1957 г., продолжил образование в Гарвардском университете под руководством Романа Якобсона. В 1959 году работал гидом и переводчиком на Американской национальной выставке. В 1960—1961 гг. стажировался в Московском университете у Владимира Звегинцева. В 1962—1968 гг. преподавал в Брандейском университете. В 1967 г. под руководством Х. Г. Ланта защитил докторскую диссертацию, посвящённую Выголексинскому сборнику.
После защиты преподавал в Университете Индианы в 1968—1975 гг. и в Университете штата Огайо в 1975—2010 гг., с 1989 г. профессор, в 1990—1996 гг. заведующий кафедрой славянских и восточноевропейских языков и литератур. В 1966 г. основал и до 1997 г. возглавлял научное издательство Slavica Publishers, лично выступил научным редактором около 250 книг. В 1977—1988 гг. главный редактор журнала Folia Slavica. В 2001—2003 гг. президент американского Общества болгаристов, в 2006 г. удостоен медали имени Марина Дринова — награды Болгарской академии наук.
Основные исследовательские интересы Грибла связаны с историей славянских языков и отразились в составленных им сборниках и методических пособиях «Чтение по истории русского языка, XI—XV века» (англ. Readings in the History of the Russian language, 11th to 15th Centuries; 1964), «Средневековые славянские тексты» (англ. Medieval Slavic Texts, 1973, второе издание 2016), «Краткий словарь русского языка XVIII века» (англ. A Short Dictionary of 18th-Century Russian; 1976). В области морфологии русского языка он опубликовал справочник «Список русских корней» (англ. Russian Root List with a Sketch of Word Formation; 1981, второе издание 1983) и книгу «Формы русского языка» (англ. The Forms of Russian; 2014). Гриблу также принадлежит книга «Чтение болгарского языка на фоне русского» (англ. Reading Bulgarian through Russian; 1987, второе издание 2013). Как редактор он подготовил, среди прочего, сборник статей учеников Якобсона, выпущенный в его честь (1968), и сборник трудов памяти Александра Липсона (1994).